# فرانك أرهين
فرانك أرهين (بالإنجليزية: Frank Arhin)‏ هو لاعب كرة قدم غاني في مركز الهجوم، ولد في 16 فبراير 1999 في غانا. لعب مع نادي أوسترسوند.

## وصلات خارجية
- فرانك أرهين على موقع اتحاد السويد (السويدية)
- فرانك أرهين على موقع قاعدة بيانات كرة القدم.إي يو (الإنجليزية)
- فرانك أرهين على موقع Soccerway.com (الإنجليزية)